# Xã Plano, Quận Hanson, Nam Dakota
Xã Plano (tiếng Anh: Plano Township) là một xã thuộc quận Hanson, tiểu bang Nam Dakota, Hoa Kỳ. Năm 2010, dân số của xã này là 101 người.